# متياس
متياس أو متيَّا (بالإنكليزية Matthias)هو واحد من رسل المسيح الإثني عشر ولكنه يتميز بوضع خاص فهو الوحيد الذي لم يختاره يسوع ليكون من الإثني عشر، بل تم اختياره من قبل التلاميذ ليأخذ مكان يهوذا الإسخريوطي الذي كان قد انتحر بعد أن سلم يسوع لليهود.

## متياس في سفر أعمال الرسل
يروي كتاب العهد الجديد في سفر أعمال الرسل  قصة اجتماع الرسل واقتراح سمعان بطرس عليهم اختيار أحد اتباع المسيح الذين آمنوا به منذ بدء دعوته ليكون واحد من التلاميذ الإثني عشر بدلا عن يهوذا الإسخريوطي، واستشهد بطرس بنص من المزامير يقول بضرورة أن يأخذ أخر وظيفة الخائن، وهكذا تم انتخاب متياس وبرنابا لهذا المنصب وألقوا القرعة بينهم فوقعت على متياس الذي أصبح مذاك يعتبر من جماعة الرسل الإثني عشر ،اسمه متياس هو اللفظة اليونانية للاسم العبري مَتيثيى ومعناه عطية الله، وقد كان متياس من جملة تلاميذ المسيح السبيعين، وكان يتبع يسوع منذ عماده في نهر الأردن على يد يوحنا المعمدان حتى صعوده للسماء.

## متياس في الكنيسة
بحسب نيسوفورس Nicephorus فأن متياس بشَّر بالمسيحية في اليهودية وبعد ذلك في إثيوبيا وهناك أعدم صلبا، وهناك تقليد أخر يروي قصة رجم متياس في أورشليم ثم قطع رأسه بيد اليهود، ويُعتقد بأن القديسة هيلانة جلبت رفاته إلى روما ولاحقا حفظ قسما منها في مدينة ترير Trier غرب ألمانيا، ويشك بولاندوس Bollandus بأن الجثمان المحفوظ في روما ليس للرسول متياس الرسول بل للقديس متياس الذي كان أسقفا على أورشليم حوالي عام 120 م، والذي خُلط أحيانا بين سيرة حياته وسيرة حياة متياس الرسول. تحتفل الكنيسة الكاثوليكية بعيده في 14 مايو/أيار والكنيسة الأرثوذكسية في 9 أوغسطس/آب.